# Bulletin of Geosciences
Bulletin of Geosciences (Bull. Geosci.) je  vědecký časopis vydávaný Českou geologickou službou, Západočeským muzeem v Plzni, Univerzitou Palackého v Olomouci a Geologickým ústavem Akademie věd České republiky. Časopis publikuje výsledky původního výzkumu ve formě vědeckých článků i krátkých sdělení a přehledové články tematicky zaměřené na paleoenvironmentální geologii zahrnující paleontologii, stratigrafii, sedimentologii, paleogeografii, paleoekologii, paleoklimatologii, geochemii, mineralogii, geofyziku a další odpovídající disciplíny. Články jsou volně přístupné na webových stránkách časopisu, publikace není zpoplatněna s výjimkou nákladů spojených s tiskem barevných ilustrací a fotografií.
Za rok 2012 má časopis impakt faktor 1,141, čímž je řazen na 109. místo z celkem 172 časopisů ve skupině vědy o zemi a na 25. místo z celkem 50 časopisů ve skupině paleontologie. Tímto je vědecká publikace v časopise hodnocena 23 body podle metodiky RIV.